# Дівчина моїх кошмарів (фільм)
Дівчина моїх кошмарів (англ. The Heartbreak Kid) — американська кінокомедія братів Фарреллі 2007 року; ремейк однойменного фільму 1972 року.

## Сюжет
Головний герой (Бен Стіллер) довгий час зазнавав невдач на любовному фронті. Врешті-решт, не витримавши тиску оточення, він одружується з дівчиною, яку знає не дуже давно. Однак під час медового місяця виявляється, що ця красуня — психопатка, екстремалка і вередливе стерво. Саме тоді наляканий герой зустрічає справжню дівчину своєї мрії (Мішель Монаган).

## В ролях
- Бен Стіллер — Едді
- Малін Акерман — Лайла
- Мішель Монаган — Міранда
- Джеррі Стіллер — Док
- Роб Кордрі — Мак
- Карлос Менсіа — Тіто
- Скотт Вілсон — Бу
- Денні Макбрайд — Мартін
- Емі Слоан — Дебора
- Алі Хілліс — Джоді
- Єва Лонгорія Паркер — Консуела
- Дін Норріс — батько Джоді

## Касові збори в Україні
Під час показу в Україні, що розпочався 4 жовтня 2007 року, протягом перших вихідних фільм демонстрували на 62 екранах, що дозволило йому зібрати $476,704 і посісти 1 місце в кінопрокаті того тижня. Фільм продовжував очолювати український кінопрокат і наступного тижня, адже все ще демонструвався на 62 екранах і зібрав за ті вихідні ще $286,478. Загалом фільм в кінопрокаті України зібрав $1,227,819, посівши 10 місце серед найбільш касових фільмів 2007 року.